# Ladislav Sysala
Ladislav Sysala (9. ledna 1930 Moravská Ostrava – 13. června 2007 Ostrava) byl český lední hokejista a fotbalista, patřil k tzv. „obojživelníkům“. V hokeji hrál v útoku, ve fotbale hrál ve středu pole nebo v útoku. Nejvyšší československou soutěž hrál jak ve fotbale (po boku Pepiho Bicana či Vladimíra Bouzka), tak v ledním hokeji. V sezoně 1951/52 se stal s Vítkovicemi hokejovým mistrem Československa (pod vedením hrajícího trenéra V. Bouzka).
Poslední rozloučení s Ladislavem Sysalou se konalo ve středu 20. června 2007 od 15 hodin v Kostele Navštívení Panny Marie v Ostravě-Zábřehu.

## Hokejová kariéra
V ledním hokeji hrál I. ligu za Vítkovické železárny. Byl útočníkem prvního mistrovského mužstva Vítkovic ze sezony 1951/52.

### Trenér
Takřka okamžitě po zakončení aktivní hráčské kariéry se stal trenérem vítkovické mládeže a v klubu vydržel 27 let. Starší žáci Vítkovic pod jeho vedením získali sedm titulů a celou řadu stříbrných a bronzových medailí. Se zadostiučiněním na něj vzpomíná plejáda chlapců, kteří pod jeho vedením vyrostli nejenom v ligové hráče, ale i reprezentanty, olympijské medailisty a mistry světa (mj. brankář Jaromír Šindel nebo František Černík).

## Fotbalová kariéra

### Hráč
Vrcholově se věnoval rovněž kopané, v ročníku 1950 hrál I. ligu za Vítkovické železárny, aniž by skóroval.

### Prvoligová bilance
| Ročník         | Zápasy | Góly | Minuty | Klub                     |
| -------------- | ------ | ---- | ------ | ------------------------ |
| I. liga 1950   | –      | 0    | –      | ZSJ Vítkovické železárny |
| CELKEM I. LIGA | –      | 0    | –      |                          |